# Laure de Potchaïv
La laure de la Dormition de la Mère de Dieu de Potchaïv ou Potchaïev (en ukrainien : Почаївська Свято-Успенська Лавра, Potchaïvs'ka Sviato-Ouspens'ka Lavra ; en russe : Свято-Успенская Почаевская Лавра, Sviato-Ouspenskaïa Potchaïevskaïa Lavra) est un important monastère ukrainien orthodoxe, situé dans la petite ville de Potchaïv, en Ukraine occidentale. Il s'agit du deuxième plus grand monastère d'Ukraine après la laure des Grottes de Kiev.
Il est dans la juridiction de l'Église orthodoxe ukrainienne (patriarcat de Moscou).

## Histoire

### Fondation
Le monastère de Potchaïv est fondé vers 1240. Selon la tradition, cette année-là, la Mère de Dieu apparaît sur la colline de Pochaiev, entourée de flammes, à des moines arrivés dans la région après avoir fui Kiev à la suite de l'invasion de la ville par l'armée de Batu Khan,,. Après ce miracle, le monastère attire beaucoup de nouveaux moines.
En 1537, un métropolite, Néophyte, aurait apporté de Constantinople l'icône de Potchaïev pour en faire don à son hôtesse, Anna Tikhonovna Goïska, habitant près de Kremenets, en Volynie. Celle-ci vit son frère, aveugle, pour lequel elle priait souvent, retrouver la vue : elle fit alors don de l'icône miraculeuse au monastère.
À partir du XVIe siècle, le monastère devient le centre spirituel de toute la région.

### Domination de la Pologne-Lituanie puis de l'Empire russe
Les autorités polono-lituaniennes désirant établir une domination de long-terme dans la région en convertissant les orthodoxes au catholicisme, celles-ci donnent en 1713 la propriété du monastère aux gréco-catholiques, qui y installent des moines basiliens[source insuffisante]. Le monastère décline durant cette période[source insuffisante].
En 1795, la région redevient une partie de l'Empire russe, mais cela n'a aucun impact sur le statut du monastère qui reste aux mains des gréco-catholiques[source insuffisante]. Toutefois, ces derniers ayant activement soutenu la révolte polonaise de 1830, l'Empereur Nicolas Ier ordonne en rétorsion la restitution du monastère aux orthodoxes, ce qui est fait en 1831[source insuffisante].
Une iconostase est présentée au tsar Alexandre II, lors de sa visite du monastère en 1859[réf. souhaitée].

### Première et seconde guerre mondiale
Le monastère souffre lors de la première guerre mondiale. En raison de la proximité du front (la frontière austro-hongroise ne se trouvant qu'à quinze kilomètres), la décision est prise d'évacuer les objets sacrés, les reliques et les archives du monastère, ainsi que la majorité des moines. Après la prise de la région par l'armée austro-hongroise en 1915, les autorités d'occupation empêchent la tenue d'offices religieux orthodoxes et profanent une partie du monastère, l'une des églises étant notamment transformée en écurie. Le monastère est repris par l'armée russe en 1916. Au cours des décennies suivantes, le monastère subit les mêmes vicissitudes que la région où il se trouve.
À la suite de la Paix de Riga, et de la cession de la Volhynie par l'Union soviétique, le monastère se retrouve en territoire polonais. Après la division de la Pologne, il tombe sous le contrôle des autorités soviétiques. Ces dernières y imposent les mesures de lutte contre la religion ayant cours dans le reste du pays, en conséquence de quoi la plupart des terres du monastère sont saisies et confisquées.
Après l'invasion de l'URSS par l'Allemagne nazie en juin 1941, la région est occupée par l'armée allemande. Le monastère n'est pas contraint à la fermeture mais l'armée nazie pillera tout ce qui n'a pas été auparavant évacué par les Soviétiques. Pendant la guerre, les moines fourniront un refuge à de nombreuses personnes.

### Après-guerre et époque contemporaine
Le monastère est à nouveau victime des mesures communistes de lutte contre la religion de façon régulière dans les décennies suivant la guerre, à des rythmes réguliers : la police harcèle les pèlerins, les moines sont régulièrement interrogés, voire victimes de maltraitance de la part des autorités locales .
Un des bâtiments est transformé de force en « musée de l'athéisme », un autre en hôpital psychiatrique, et le monastère subit de fortes restrictions, dont l'interdiction de recevoir de nouveaux postulants. Ces mesures ne seront abrogées qu'à la fin des années 1980. Après la chute de l'Union soviétique, les bâtiments et terres du monastère ayant été confisqués sont rendus à l'Église orthodoxe.

### En images

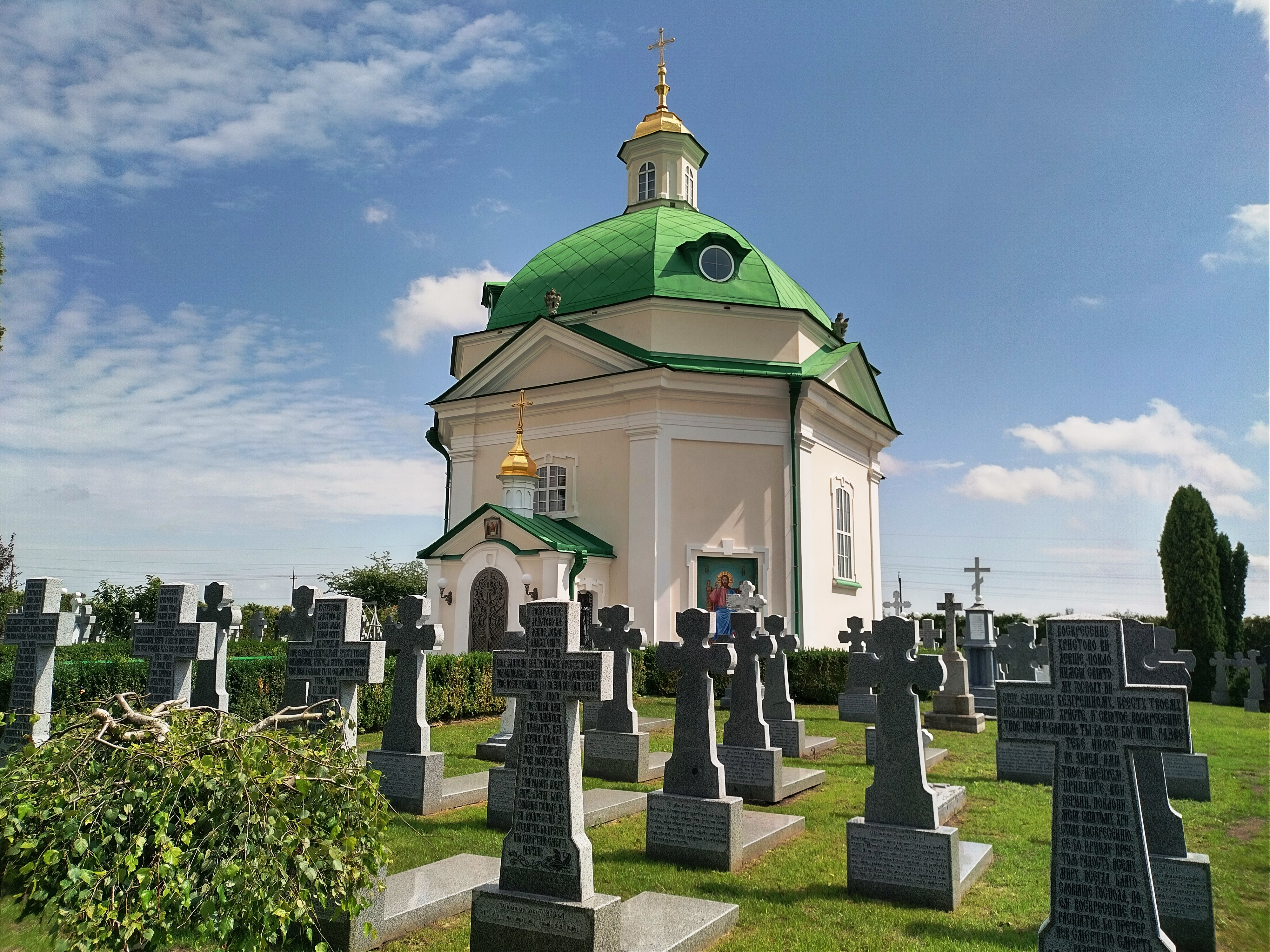
Cimetière et église de tous les saints,
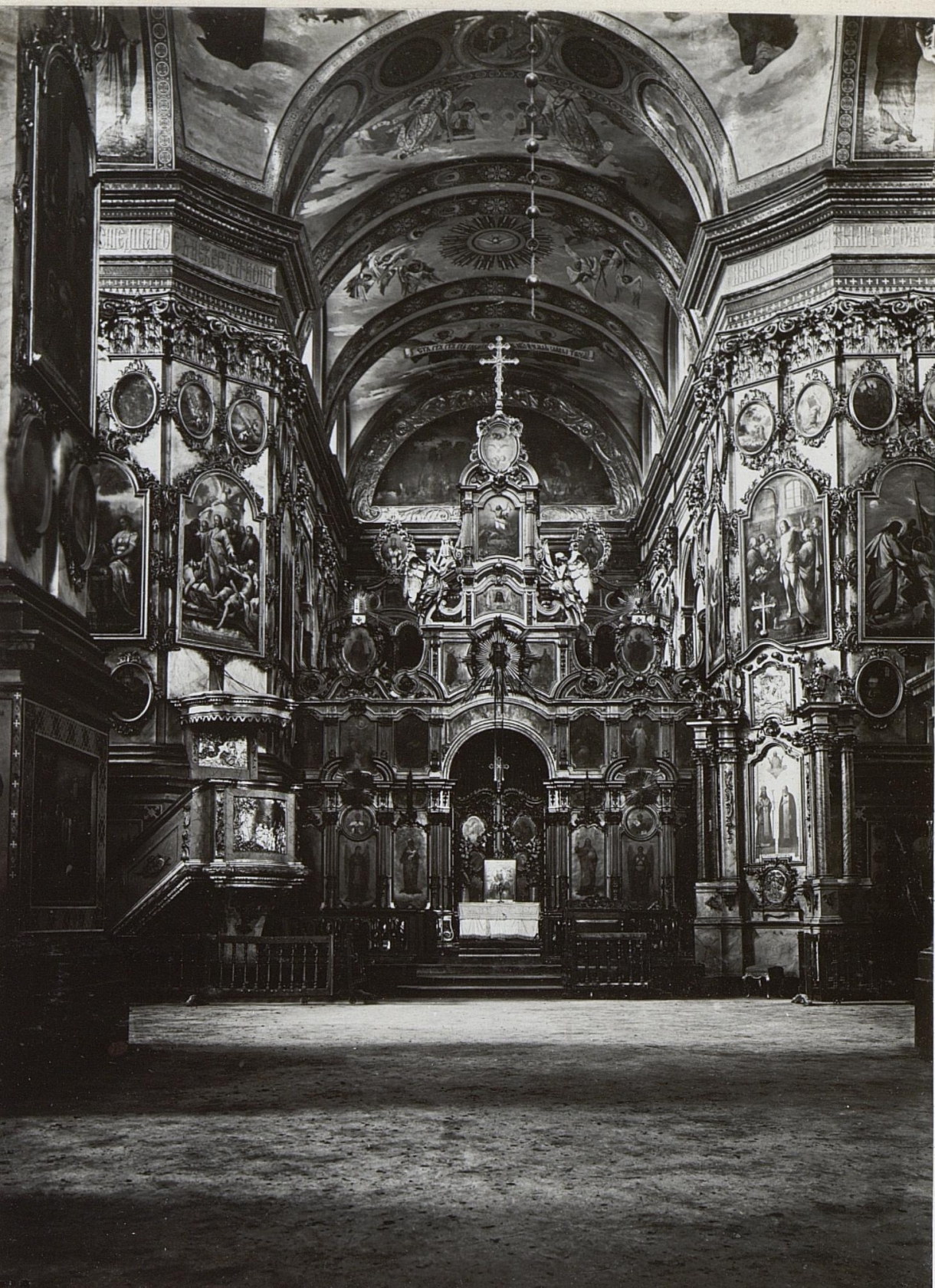
Son iconostase entre 1914 et 1918,
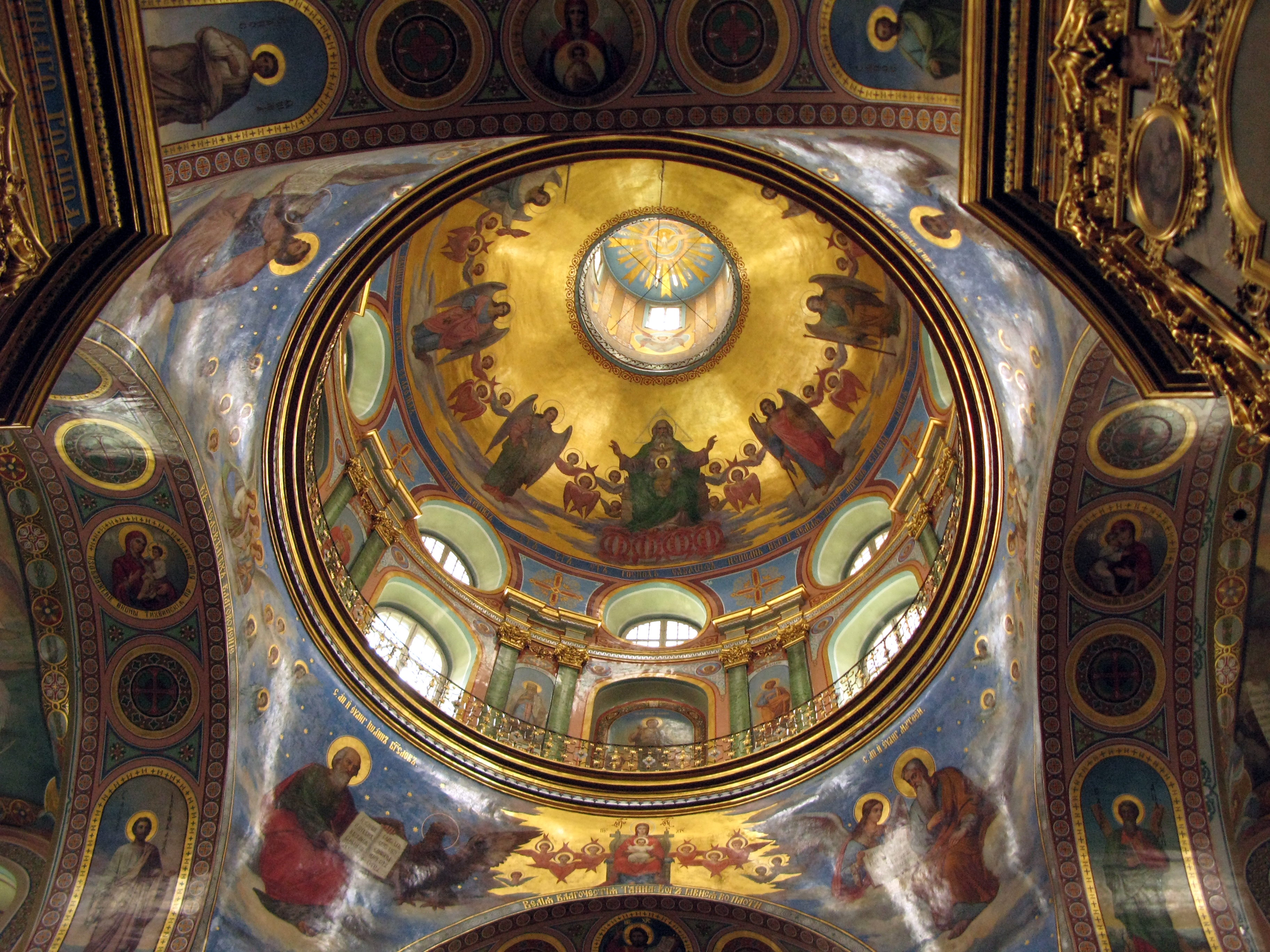
Dans l'église de la Dormition,
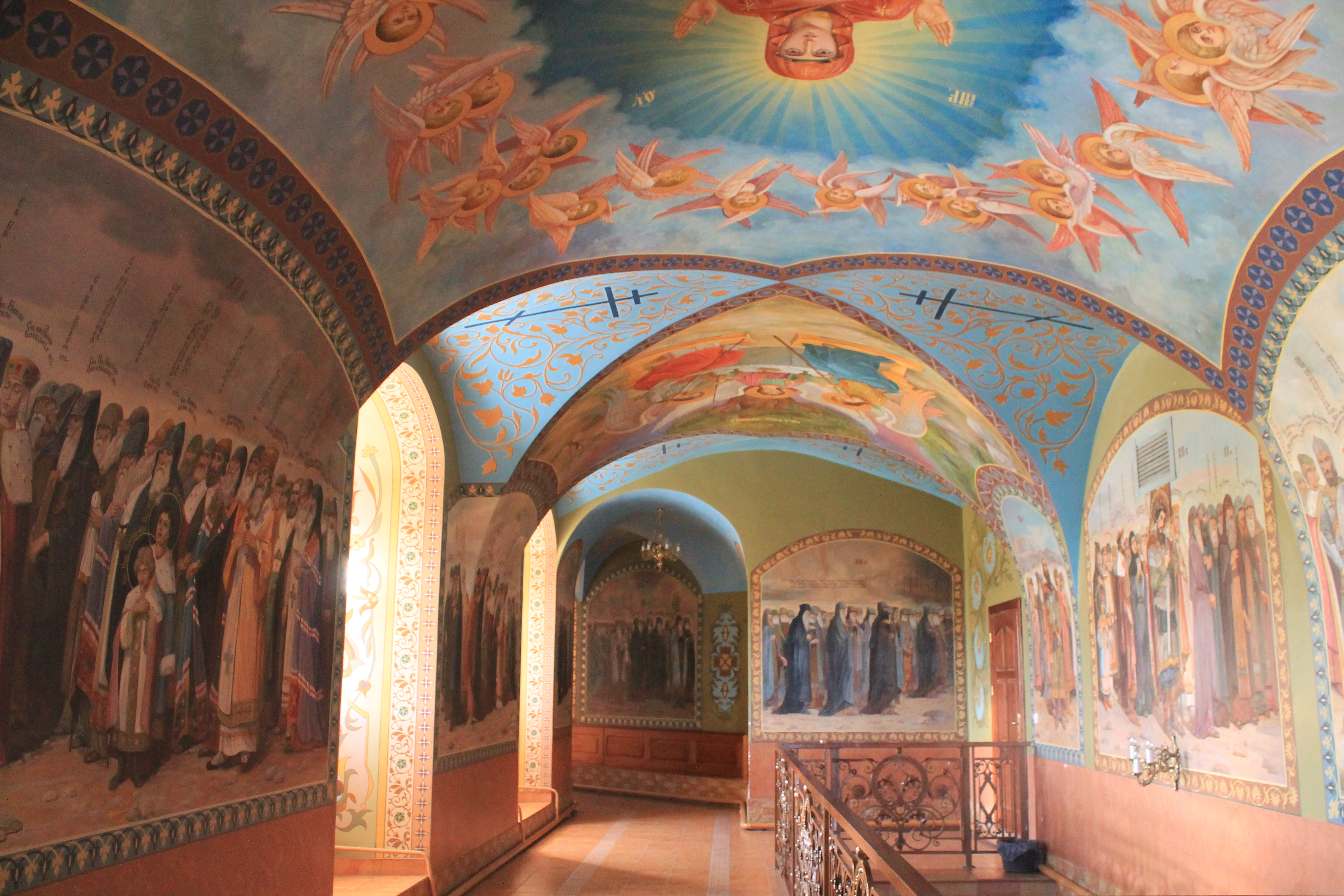
Dans l'église Saint-Job,
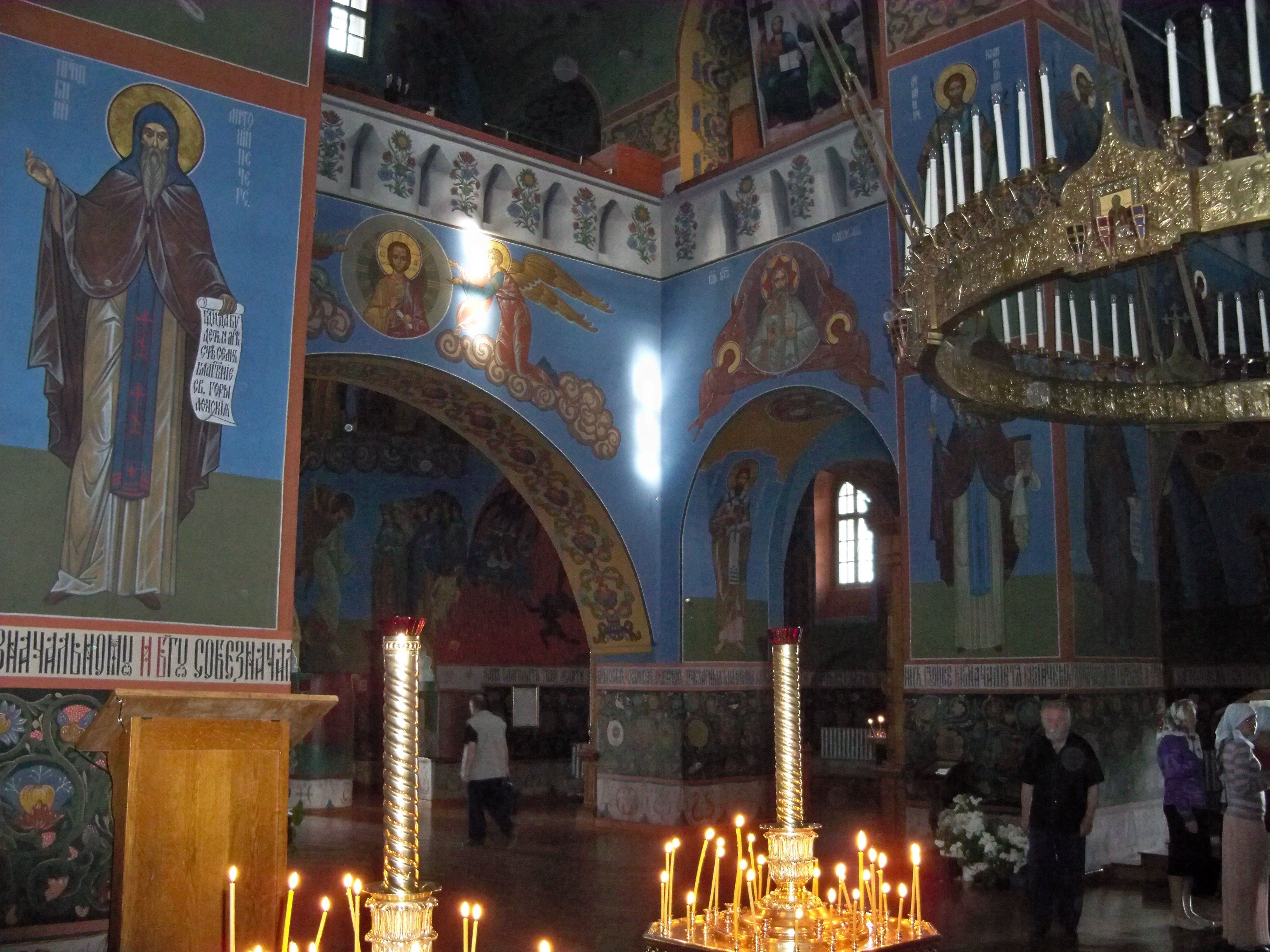
Dans la cathédrale de la Trinité.
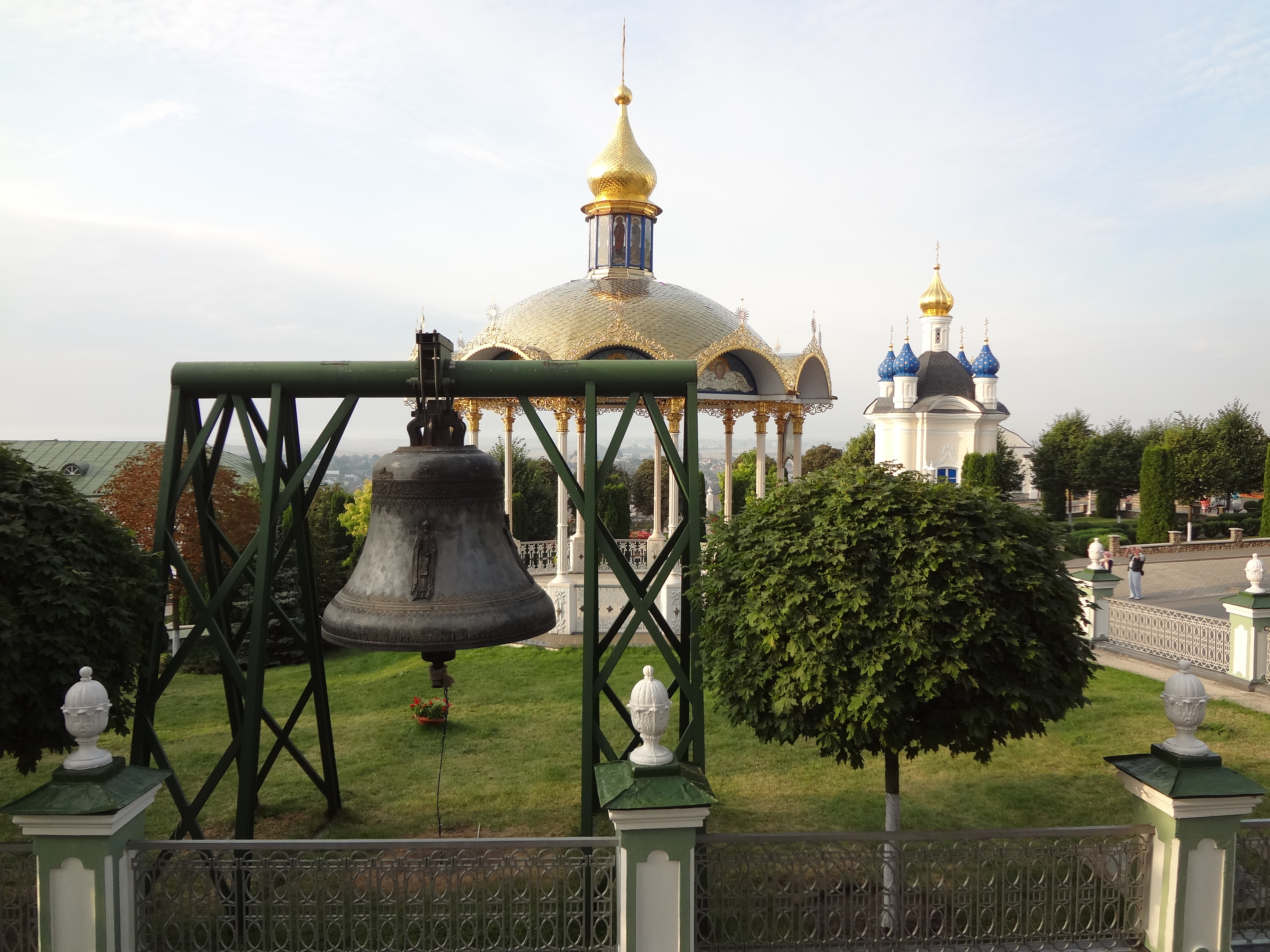
Cloche,
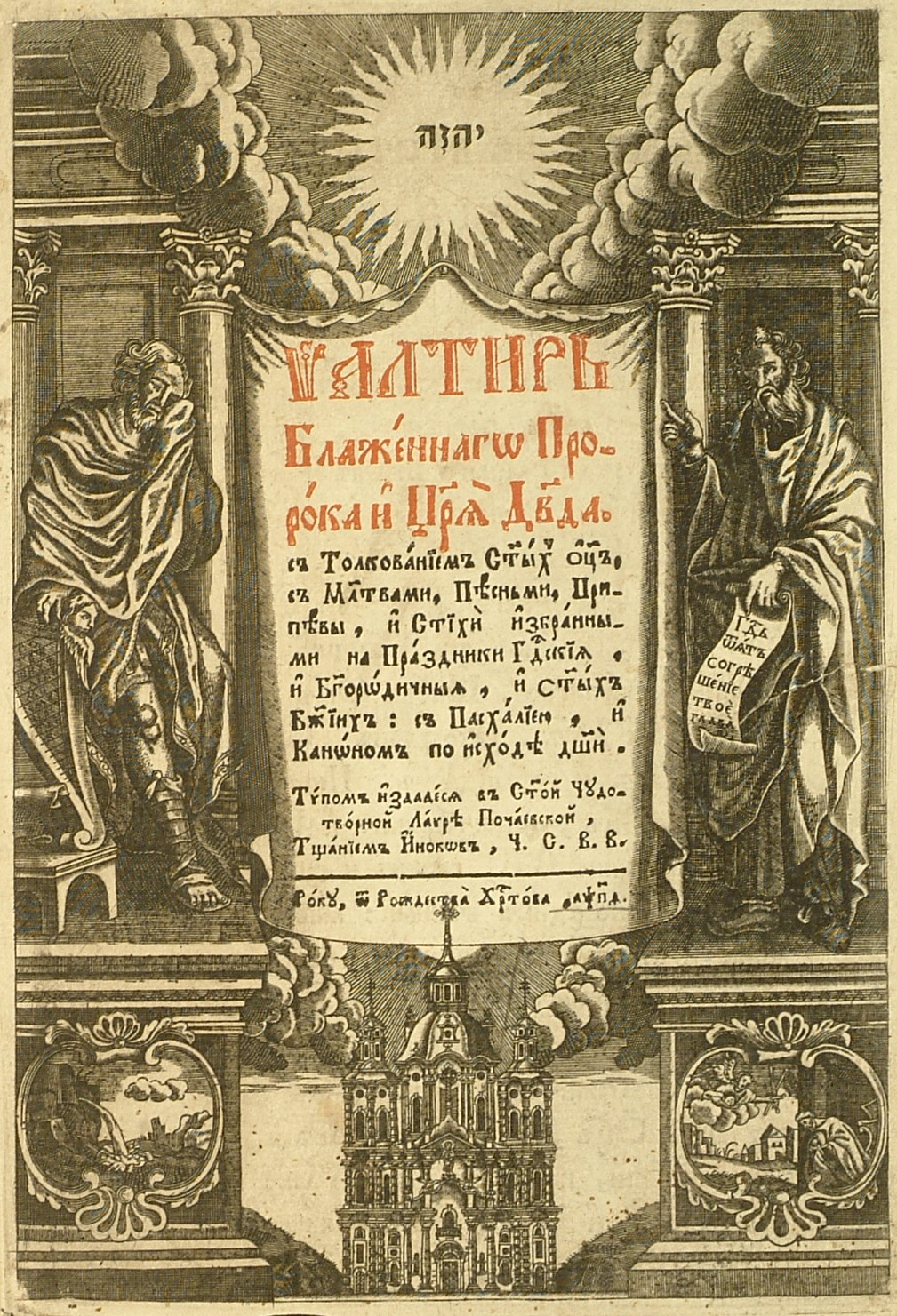
Bible de 1789 éditée au monastère.